# إنجي إزرائيل
إنجي إزرائيل هي مقالاتية وكاتِبة وشاعرة كندية، ولدت في 16 يوليو 1927.